# T34 (Paralympics)
T34 und F34 sind Startklassen der paralympischen Sportarten für Sportler in der Leichtathletik. Zugehörigkeiten von Sportlern zu den beiden Startklassen sind wie folgt skizziert:
„Beeinträchtigung der Koordination (Hypertonus, Ataxie und Athetose). Mittlerer bis schwerer Grad der Lähmung in den unteren Extremitäten. Gute Funktion und minimale Beeinträchtigung der Arme und des Rumpfs. Der Sportler kann auf kurzen Strecken gehen, ist aber beim Sport auf einen Rollstuhl angewiesen.“
Die Klasseneinteilung kennzeichnet den wettbewerbsrelevanten Grad der funktionellen Behinderung eines Sportlers. Leichtathleten in den Klassen T33 - T38 und F31 - F38 gehören zu den „Koordinationsbeeinträchtigungen (Hypertonus, Ataxie, Athetose, Cerebralparese, Schlaganfall,  Schädel-Hirn-Trauma und Gleichgestellte)“. Niedrige Klassenziffern zeigen einen höheren Grad der Beeinträchtigung an als hohe Klassenziffern. Sportler mit den Klassenziffern 31–34 starten sitzend (Rollstuhl), Sportler mit den Klassenziffern 35–38 stehend.
- T34: Startklasse für Disziplinen im Rennrollstuhl für Rollstuhlrennen in der Leichtathletik,
- F34: Startklasse für Wurfdisziplinen in der Leichtathletik, in denen der Rumpf und die Beine im Rollstuhl fixiert sind,
- es wird sitzend gestartet.